# Arany lándzsakígyó
Az arany lándzsakígyó (Bothrops insularis) a viperafélék családjába és a Bothrops nemzetségbe tartozó hüllőfaj. Egyedül Ilha da Queimada Grande szigetén él, ahol viszont az állománysűrűsége példátlanul magas. Egyes helyi hírforrások szerint minden négyzetméterre 4-5 kígyó jut. Valójában a Discovery Channel kutatójának idézett számítása 1 acre (angol hold) területre vonatkozott.[forrás?]

## Előfordulása
Az arany lándzsakígyó egy endemikus viperafaj, a Brazíliához tartozó 43 hektáros Queimada Grande szigeten él. A sziget a brazil partok mentén helyezkedik el, São Paulo államhoz tartozik. A sziget nem lakott, csak egy világítótorony található rajta, amit a brazil haditengerészet üzemeltet.
Az arany lándzsakígyó az egyetlen kígyófaj a szigeten és megtalálható annak minden részén: a tengerparton (a víz közvetlen közelében is), a fákon, a földön, a sziklákon, sőt a világítótorony környékén is.
A szigetre jellemző élőhelytípus neve trópusi nedves erdő. A sziget egy része sziklás, cserjés és erdős területek váltakoznak rajta.

## Megjelenése
Átlagos hossza 70 cm, de 118 cm hosszú példányt is leírtak már. Nincsen kapaszkodó farka, de közeli rokonához, a jaracana lándzsakígyóhoz képest hosszabb farka van, ami feltehetőleg annak tulajdonítható, hogy sokat tartózkodik a fákon.
Hosszú méregfogai vannak, hogy a mérgét a madarak tollazatán keresztül is be tudja juttatni az állat testébe. A többi lándzsakígyótól eltérően, melyek megharapva az emlőst, azt elengedik, megvárják a méreg hatását és csak akkor indulnak a keresésére mikor már biztosan elpusztult, az arany lándzsakígyó kénytelen fogva tartani az áldozatát, míg az el nem pusztul, mert ha elszállna, nem találná meg.
Színe halványsárga, barnás árnyalattal.

## Szaporodása
Elevenszülő, 2-10 utódot hoz a világra.

## Életmód
Élőhelyén a kicsiny emlősök hiányában csak azokkal a madarakkal táplálkozik, mely a fák alatt lehullott gyümölcsökre szállnak le táplálkozni.

## Mérge
A faj a legveszélyesebb mérgű kígyók egyike; mérge rendkívül erős, véralvadást okozó izom- és sejtméreg, melynek hatására az áldozat megbénul, majd a szervezetében vérzékenység és szövetelhalás következik be.